# Molinons
Molinons est une commune française située dans le département de l'Yonne en région Bourgogne-Franche-Comté.

## Géographie

### Climat
Pour des articles plus généraux, voir Climat de la Bourgogne-Franche-Comté et Climat de l'Yonne.
En 2010, le climat de la commune est de type climat océanique dégradé des plaines du Centre et du Nord, selon une étude du Centre national de la recherche scientifique s'appuyant sur une série de données couvrant la période 1971-2000. En 2020, Météo-France publie une typologie des climats de la France métropolitaine dans laquelle la commune est exposée à un climat océanique altéré et est dans la région climatique  Nord-est du bassin Parisien, caractérisée par un ensoleillement médiocre, une pluviométrie moyenne régulièrement répartie au cours de l’année et un hiver froid (3 °C). 
Pour la période 1971-2000, la température annuelle moyenne est de 10,8 °C, avec une amplitude thermique annuelle de 15,7 °C. Le cumul annuel moyen de précipitations est de 690 mm, avec 11,3 jours de précipitations en janvier et 7,2 jours en juillet. Pour la période 1991-2020, la température moyenne annuelle observée sur la station météorologique de Météo-France la plus proche, « Flacy », sur la commune de Flacy à 5 km à vol d'oiseau, est de 11,2 °C et le cumul annuel moyen de précipitations est de 740,8 mm. 
La température maximale relevée sur cette station est de 41,9 °C, atteinte le 25 juillet 2019 ; la température minimale est de −25 °C, atteinte le 9 janvier 1985,,. 
Les paramètres climatiques de la commune ont été estimés pour le milieu du siècle (2041-2070) selon différents scénarios d'émission de gaz à effet de serre à partir des nouvelles projections climatiques de référence DRIAS-2020. Ils sont consultables sur un site dédié publié par Météo-France en novembre 2022.

## Urbanisme

### Typologie
Au 1er janvier 2024, Molinons est catégorisée commune rurale à habitat dispersé, selon la nouvelle grille communale de densité à sept niveaux définie par l'Insee en 2022.
Elle est située hors unité urbaine. Par ailleurs la commune fait partie de l'aire d'attraction de Sens, dont elle est une commune de la couronne,. Cette aire, qui regroupe 65 communes, est catégorisée dans les aires de 50 000 à moins de 200 000 habitants,.

### Occupation des sols
L'occupation des sols de la commune, telle qu'elle ressort de la base de données européenne d’occupation biophysique des sols Corine Land Cover (CLC), est marquée par l'importance des territoires agricoles (79,3 % en 2018), une proportion sensiblement équivalente à celle de 1990 (79,5 %). La répartition détaillée en 2018 est la suivante : 
terres arables (77,4 %), forêts (16 %), zones urbanisées (2,9 %), zones agricoles hétérogènes (1,9 %), zones industrielles ou commerciales et réseaux de communication (1,8 %). L'évolution de l’occupation des sols de la commune et de ses infrastructures peut être observée sur les différentes représentations cartographiques du territoire : la carte de Cassini (XVIIIe siècle), la carte d'état-major (1820-1866) et les cartes ou photos aériennes de l'IGN pour la période actuelle (1950 à aujourd'hui).

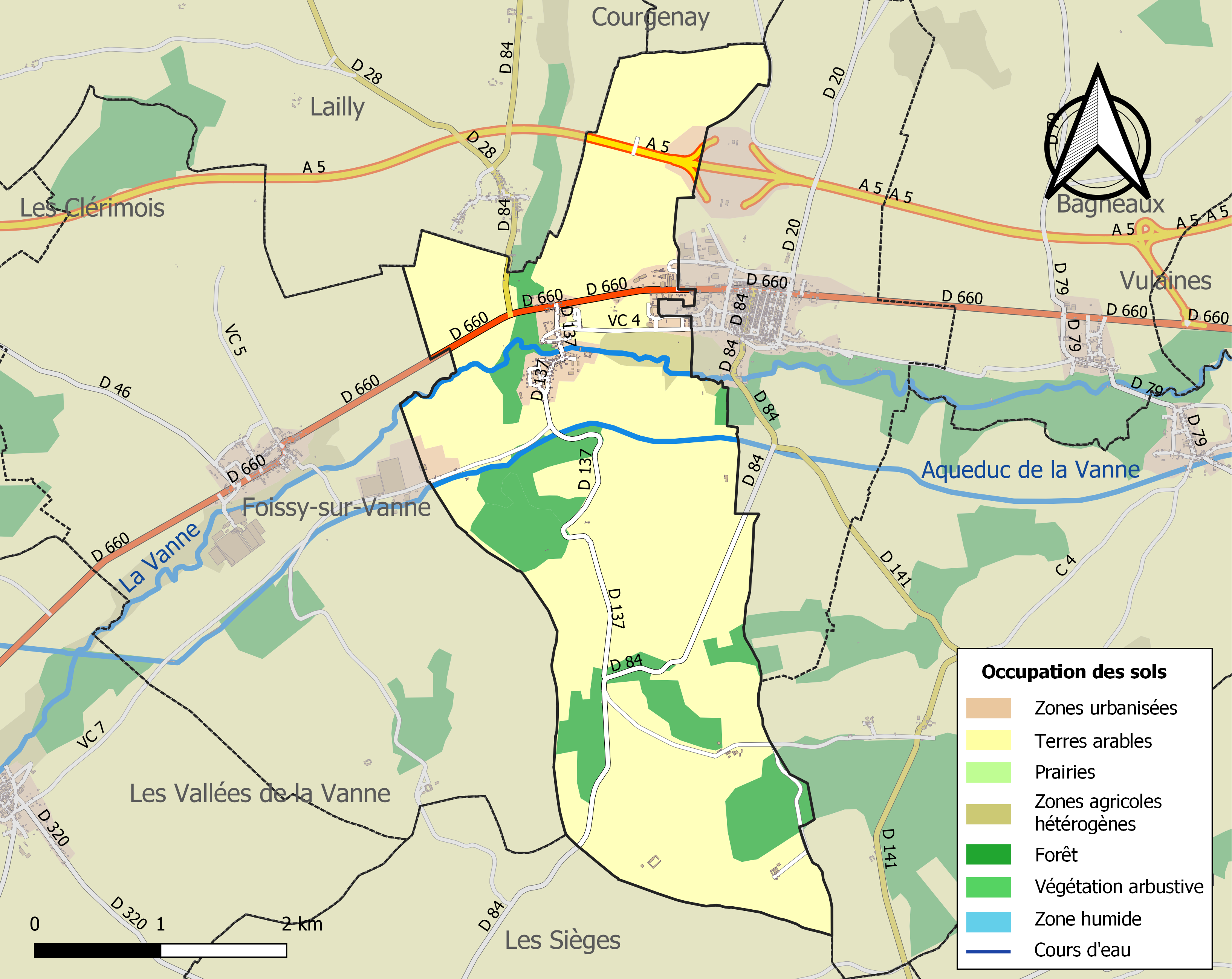
Carte des infrastructures et de l'occupation des sols de la commune en 2018 (CLC).

## Histoire
Un grand cimetière préhistorique composé de plusieurs monuments a été découvert sur la commune en 1975, au lieu-dit Les Craises. Deux monuments principaux sont clairement visibles en photographie aérienne. L'un est de forme circulaire, avec des fossés concentriques. L'autre, plus grand, comporte une triple enceinte quadrangulaire orientée nord-sud par le long côté, faite de trois fossés continus dont le plus grand mesure 39,60 m x 41 m de côté. Les fossés ont été entièrement mais irrégulièrement comblés : les couches de terre indiquent d'abord un lent remplissage naturel partiel, puis ce qui restait des fossés a été comblé en une fois, probablement pour niveler le sol afin d'en faciliter l'usage.

Une sépulture à char (indiquant que le défunt était un aristocrate), explorée en détail en 1985, recoupe le fossé intermédiaire au milieu du côté sud de ce dernier. Cette fosse a été creusée longtemps après l'édification du monument, puisqu'elle est installée dans le fossé déjà comblé (d'autres détails confirment cet ordre chronologique). Cette tombe remonte au deuxième quart du Ve siècle av. J.-C. Noter qu'elle fait partie d'une série de tombes d'aristocrates de la même époque, disséminées environ tous les 20 km entre Sens et Troyes le long de la vallée de la Vanne (près de Sens à Saint-Martin-du-Tertre, lieu-dit Les Croûtes (Yonne) ; à Cuy, lieu-dit Noslon (Yonne) ; à Estissac, lieu-dit La Côte d’Ervaux (Aube) ; enfin près de Troyes à Barberey-Saint-Sulpice, Creney et Bouranton (Aube). Ceci indique une organisation territoriale apparemment cohérente et structurée, et vraisemblablement hiérarchisée. 

La photographie aérienne semble également indiquer la présence à ce site d’autres monuments funéraires, plus petits que les deux principaux, et qui pourraient être de type tumulus arasé. 
À moins d’une centaine de mètres à l’ouest de ce triple enclos, sur la rive gauche de la Vanne et dominant la vallée se trouve un tumulus de 8 m de hauteur pour 35 m de diamètre. Il est situé à la limite des communes de Molinons et de Foissy-sur-Vanne, au lieu-dit de La Tombelle, La Tommelle ou La Tomelle (selon les sources).
Enfin, des enclos circulaires ou quadrangulaires ont été repérés sur la commune, à La Grande Garenne et Froid-Cul ; et des fossés, probablement d'un domaine rural de l’âge du Fer, à La Pièce des Ormes.

## Politique et administration
| Période | Période | Identité    | Étiquette | Qualité              |
| ------- | ------- | ----------- | --------- | -------------------- |
|         |         |             |           |                      |
|         |         | Yves Bezine | DVD       | Agriculteur retraité |

## Démographie
L'évolution du nombre d'habitants est connue à travers les recensements de la population effectués dans la commune depuis 1793. Pour les communes de moins de 10 000 habitants, une enquête de recensement portant sur toute la population est réalisée tous les cinq ans, les populations de référence des années intermédiaires étant quant à elles estimées par interpolation ou extrapolation. Pour la commune, le premier recensement exhaustif entrant dans le cadre du nouveau dispositif a été réalisé en 2008.

En 2022, la commune comptait 272 habitants, en évolution de −2,16 % par rapport à 2016 (Yonne : −1,95 %, France hors Mayotte : +2,11 %).
| 1793 | 1800 | 1806 | 1821 | 1831 | 1836 | 1841 | 1846 | 1851 |
| ---- | ---- | ---- | ---- | ---- | ---- | ---- | ---- | ---- |
| 302  | 309  | 325  | 276  | 323  | 333  | 324  | 324  | 321  |

| 1856 | 1861 | 1866 | 1872 | 1876 | 1881 | 1886 | 1891 | 1896 |
| ---- | ---- | ---- | ---- | ---- | ---- | ---- | ---- | ---- |
| 308  | 325  | 306  | 291  | 310  | 301  | 279  | 263  | 276  |

| 1901 | 1906 | 1911 | 1921 | 1926 | 1931 | 1936 | 1946 | 1954 |
| ---- | ---- | ---- | ---- | ---- | ---- | ---- | ---- | ---- |
| 249  | 250  | 228  | 212  | 231  | 216  | 230  | 215  | 215  |

| 1962 | 1968 | 1975 | 1982 | 1990 | 1999 | 2006 | 2008 | 2013 |
| ---- | ---- | ---- | ---- | ---- | ---- | ---- | ---- | ---- |
| 197  | 241  | 248  | 285  | 338  | 315  | 286  | 278  | 275  |

| 2018 | 2022 | - | - | - | - | - | - | - |
| ---- | ---- | - | - | - | - | - | - | - |
| 277  | 272  | - | - | - | - | - | - | - |

## Lieux et monuments
- Église Saint-Pierre-ès-Liens de Molinons

## Personnalités liées à la commune
- Paul Bezine (1854-1909), homme politique né et mort sur la commune.

## Pour approfondir